# Dos miradas
Dos miradas es una película española, rodada en el año 2006, que desarrolla la historia de un par de chicas que tienen una relación lésbica. Sofía y Laura viajan al desierto de San Pedro de Atacama en Chile, donde después de una noche de tragos mantienen una relación íntima.